# Àrquies d'Alexandria
Àrquies d'Alexandria (grec antic: Ἀρχίας, llatí: Archias) fou un escriptor nascut a Alexandria d'Egipte que va viure probablement en temps de l'emperador August, vers el segle i aC i segle i.
Va ser el mestre d'Epafrodit, segons que explica la Suïda.